# 何關根
何關根，籍貫上海浦東，何英傑家族成員。香港煙草有限公司創辦人何英傑長子，與妻子金梅英育有何柱國及何定國等兩子一女。何關根曾擔任香港煙草有限公司總經理，現沒有擔任要職，業務由長子何柱國打理。
何關根與父親何英傑同樣喜歡做善事，作風亦很低調。為紀念已故妻子，成立何金梅英國際慈善基金捐助世界各地的大學如柏克萊加州大學及維珍尼亞大學等，2004年該基金更捐贈一億港元予香港大學成立何金梅英獎學基金，及為香港教育學院香港科技大學設立何關根何金梅英內地傑出學生獎學金計劃頒予來自內地的學生。

## 資料來源
1. ↑  .   [2010-01-23]. （原始内容存档于2010-03-28）.
2. ↑  .   [2011-12-02]. （原始内容存档于2017-06-13）.
3. ↑  香港教育學院 獎學金[永久]
4. ↑   (PDF).   [2010-01-23]. （原始内容存档 (PDF)于2007-01-27）.

## 外部連結
- 柏楊：何關根商業和文化融為一體[]